# Анальная гигиена
Анальная гигиена — гигиенические процедуры с анусом и внутренней частью ягодиц человека, чаще всего после дефекации. Для удаления остатков фекалий анус и внутреннюю часть ягодиц вытирают (туалетной бумагой, влажными салфетками, гелем) или моют, используя биде или гигиенический душ, расположенный рядом с унитазом. 
В некоторых культурах, например, многих западных стран, чистку производят только туалетной бумагой или влажными салфетками. В индуистской, буддийской и мусульманской культурах, а также в Юго-Восточной Азии и Южной Европе для чистки применяют воду, используя струю (биде), ёмкости (лота) или собственную руку (в отдельных культурах только левую). После чистки водой анальную область и руки иногда вытирают тканевым полотенцем или туалетной бумагой. В отдельных регионах в развивающихся странах и во время походов для чистки применяют листья растений, грязь, снег, початки кукурузы и камни.
Для всеобщего здоровья важно наличие средств для анальной гигиены в туалетах. Отсутствие таковых коррелирует с уровнем диареи, гельминтозов и кишечных инфекций на домохозяйство. В истории стран от Древнего Рима и Греции до Китая и Японии для анальной гигиены использовались губки, палки, вода и бумага.

## Туалетная бумага

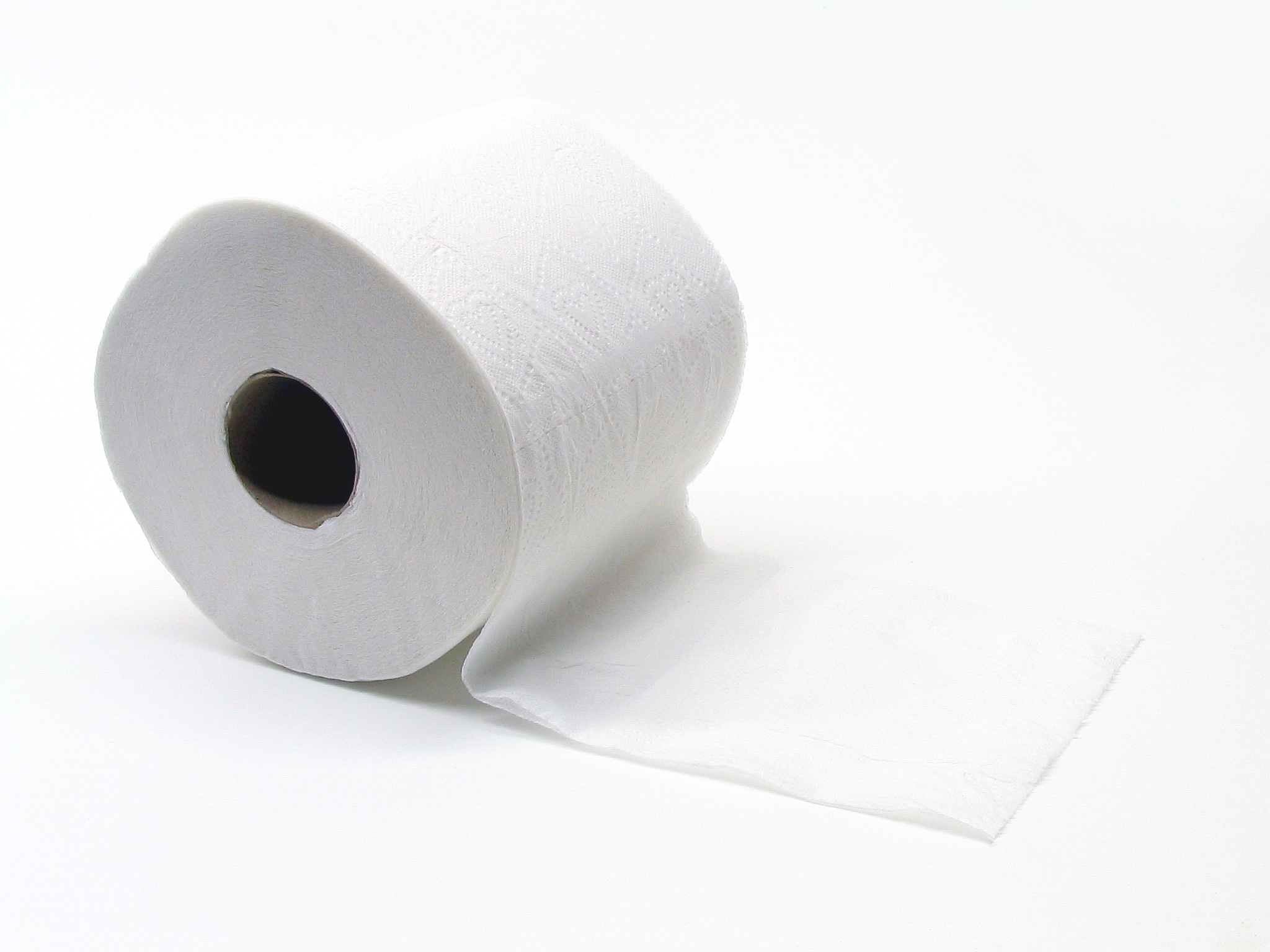
Рулон туалетной бумаги

Туалетная бумага для чистки после дефекации впервые начала использоваться в Китае. Она широко распространилась в западной культуре.
В некоторых частях мира, особенно до распространения туалетной бумаги, широко использовались газеты, телефонные справочники и прочие бумажные издания. Широко распространённый каталог Sears Roebuck был особенно популярным, пока его не начали печатать на глянцевой бумаге (после чего некоторые люди обратились в компанию с жалобами). Однако же газеты могут засорять канализационные стояки, и зачастую прочистить такой засор проблематично.
В некоторых частях Африки эта традиция встречается доныне; хотя туалетная бумага и продаётся, для беднейшего населения она может быть слишком дорогой.
Страдающие от геморроя могут испытывать трудности с использованием туалетной бумаги, поэтому им лучше подмываться, а не подтираться туалетной бумагой. Хотя вытирание в направлении от переда назад минимизирует риск загрязнения мочеиспускательного канала, способ вытирания зависит от пола, личных предпочтений и культуры.
Одни люди вытирают анальную область стоя, другие сидя.

## Вода

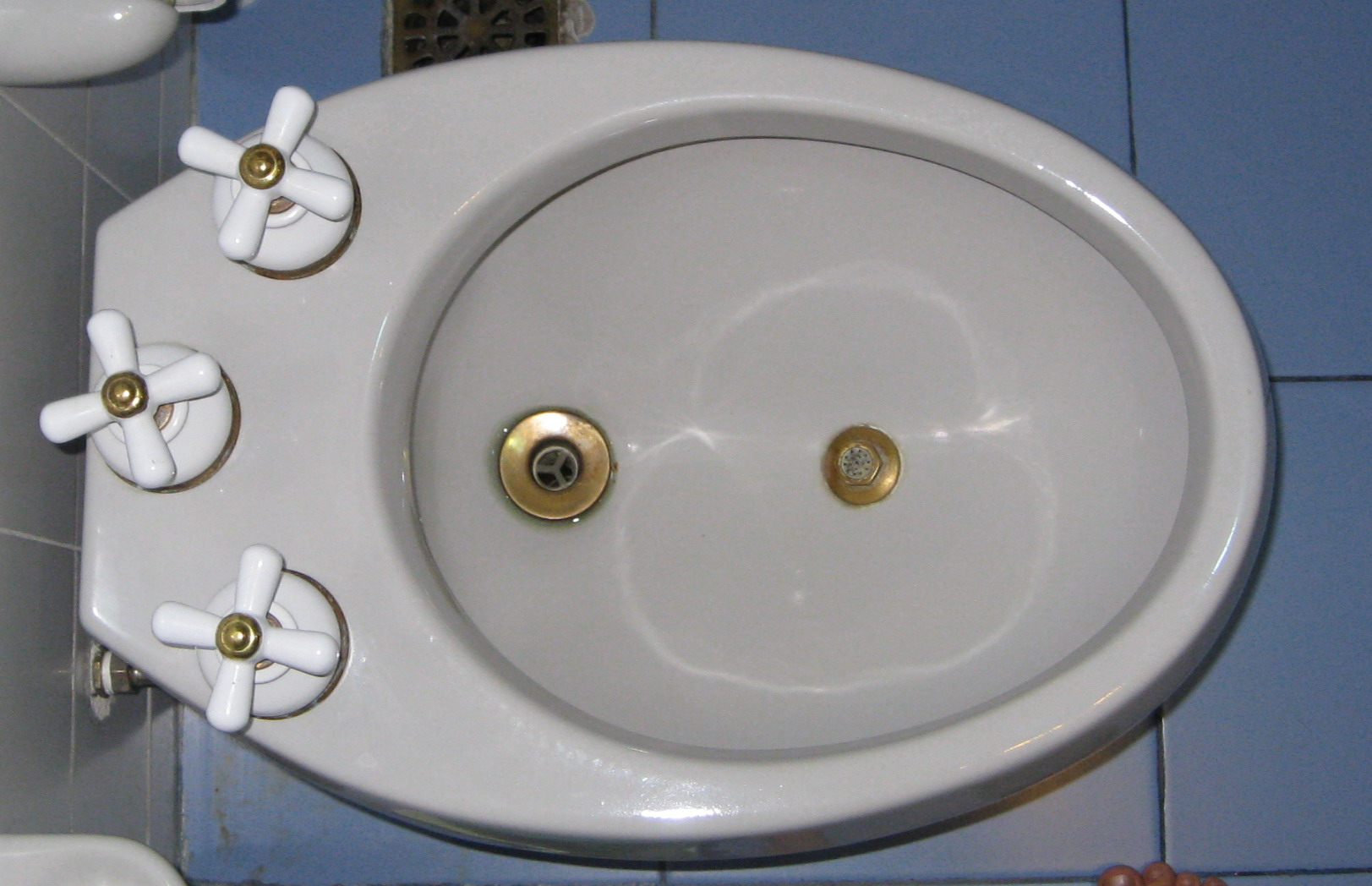
Вид сверху на биде

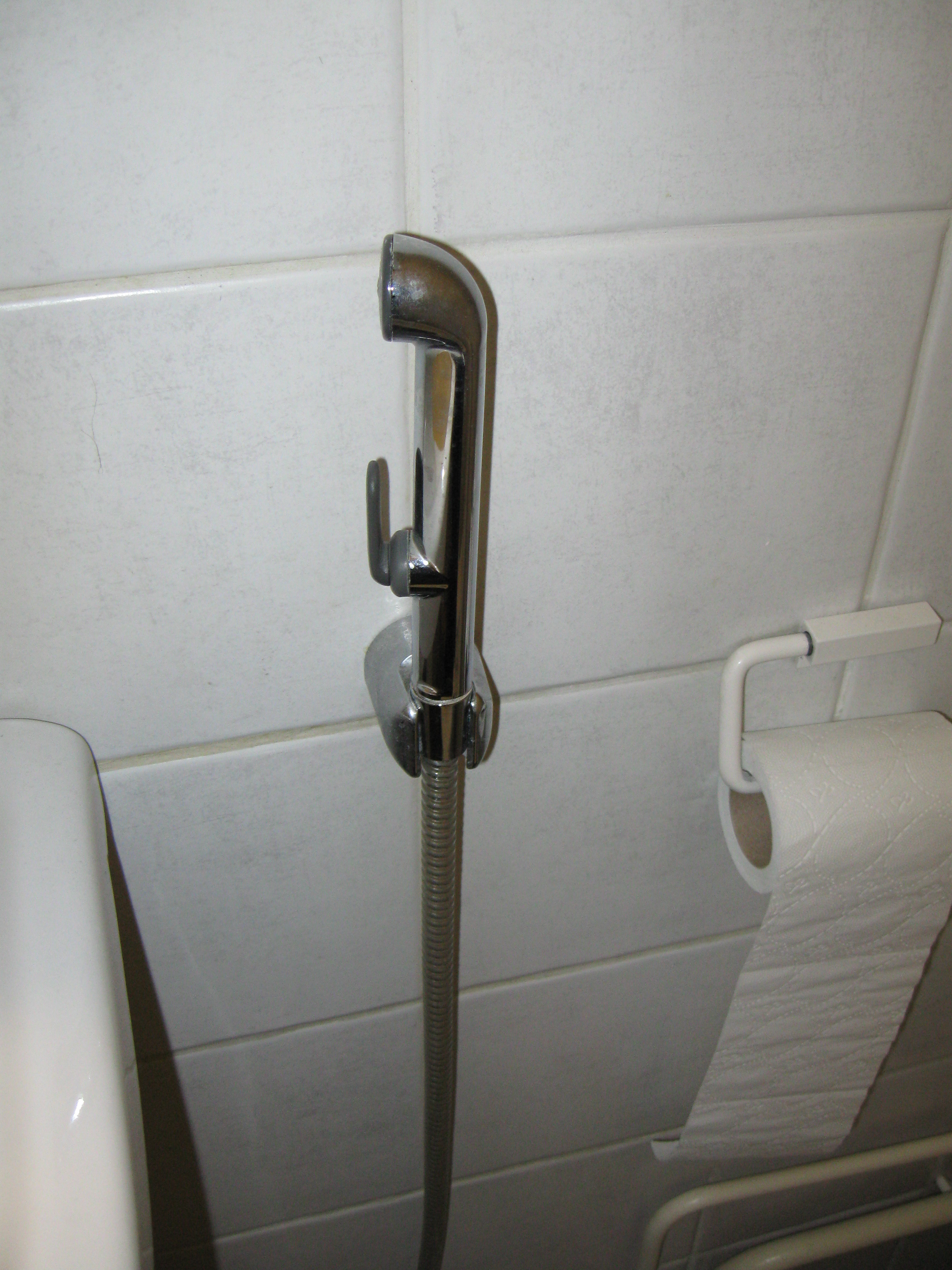
Гигиенический душ

Вода с мылом — это надёжный и гигиеничный способ удаления остатков фекалий.

### Мусульманские общества
Использование воды в мусульманских странах отчасти связано с исламским туалетным этикетом, поощряющим очищение водой после дефекации. Но когда воды не хватает, её могут заменять камни или бумага.
В Турции все унитазы западного типа имеют маленькую насадку в центре задней части ободка, направленную на анус. Она называется taharet musluğu. Для подачи воды в насадку есть кран, расположенный рядом с унитазом в пределах досягаемости руки. Она используется для мытья заднего прохода после вытирания и сушки туалетной бумагой. Напольные унитазы в Турции не оснащаются подобной насадкой, вместо неё используется ведерко воды из крана в пределах досягаемости руки или гигиенический душ.
В мусульманском мире также распространён гигиенический душ. Обычно его можно найти справа от унитаза.

### Индийский субконтинент
В Индии и на индийском субконтиненте свыше 95 % населения для чистки анальной области после дефекации используют воду. Туалетная бумага используется редко, обычно только в городах. Унитазы обычно оснащаются насадками или гигиеническим душем, часто используется сосуд «лота». Даже после использования туалетной бумаги, умывание водой считается необходимым. После этого очень важным считается мытьё рук с мылом, если нет мыла, используется почва, пепел или песок. В туалетах без водопровода для очищения предусмотрены вёдра, чаши и другие ёмкости с водой.

### Юго-Восточная Азия

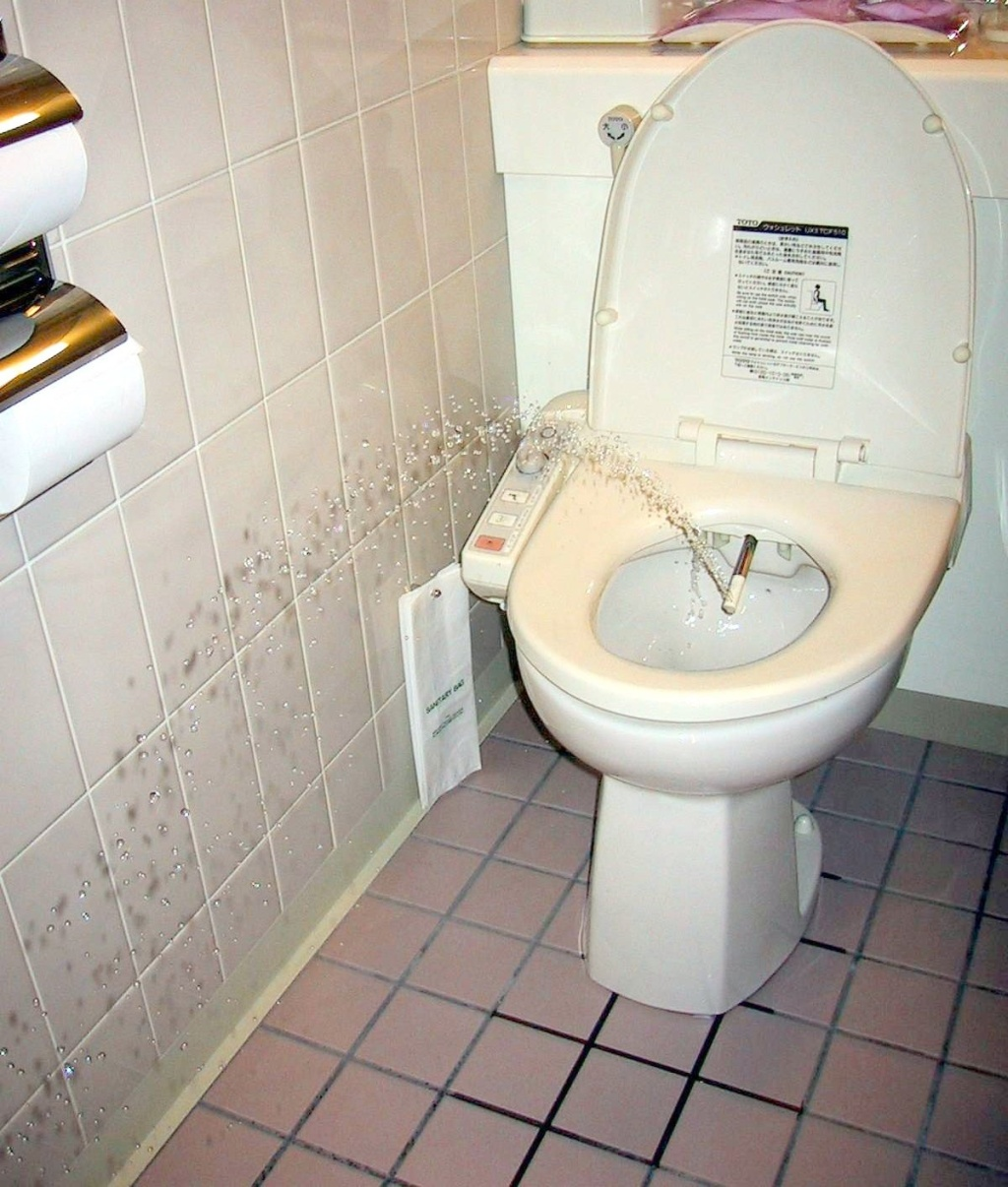
Японский туалет. Струя воды используется для мытья заднего прохода и ягодиц после дефекации

В странах Юго-Восточной Азии, таких как Индонезия, Филиппины и Таиланд, в домашних туалетах для чистки есть небольшой пластиковый ковш (гайунг в Индонезии, табо на Филиппинах, ขัน (хан) в Таиланде) или большой таз, который также используется для мытья. В Таиланде распространён гигиенический душ «bum-gun». Некоторые типы гигиенического душа представляют собой металлические изделия, крепящиеся к унитазу, с отверстием, направленным на задний проход. В общественных туалетах в основном есть туалетная бумага, иногда встречаются ёмкости с водой (часто это разрезанная пластиковая бутылка или небольшой кувшин). В Малайзии по причине этнического разнообразия в туалетах часто встречаются одновременно несколько вариантов для чистки, в городах в большинстве общественных туалетов есть и туалетная бумага, и встроенное биде или небольшой гигиенический душ.
Во Вьетнаме распространён гигиенический душ. Он устанавливается как в домашних, так и в общественных туалетах.

### Восточная Азия
Первое «безбумажное» сиденье для унитаза изобрели в 1980 году в Японии. Сиденье для унитаза с распылителем, широко известное под торговой маркой Toto Washlet, представляет собой комбинацию из подогревателя, биде и сушилки, рядом с сиденьем находится электронная панель и пульт дистанционного управления. Наконечник в задней части унитаза направляет струю воды к анусу для очистки. Многие модели имеют отдельную функцию «биде» для женщин с направлением воды вперед. Сиденье для унитаза с наконечником существует только в туалетах западного типа, традиционные напольные туалеты им не оснащаются. Некоторые современные японские туалеты-биде, особенно в отелях и общественных местах, во избежание языковых проблем сопровождаются пиктограммами. В большинстве новых моделей датчик блокирует работу биде, когда на унитазе никого нет.

### Европа и Америка

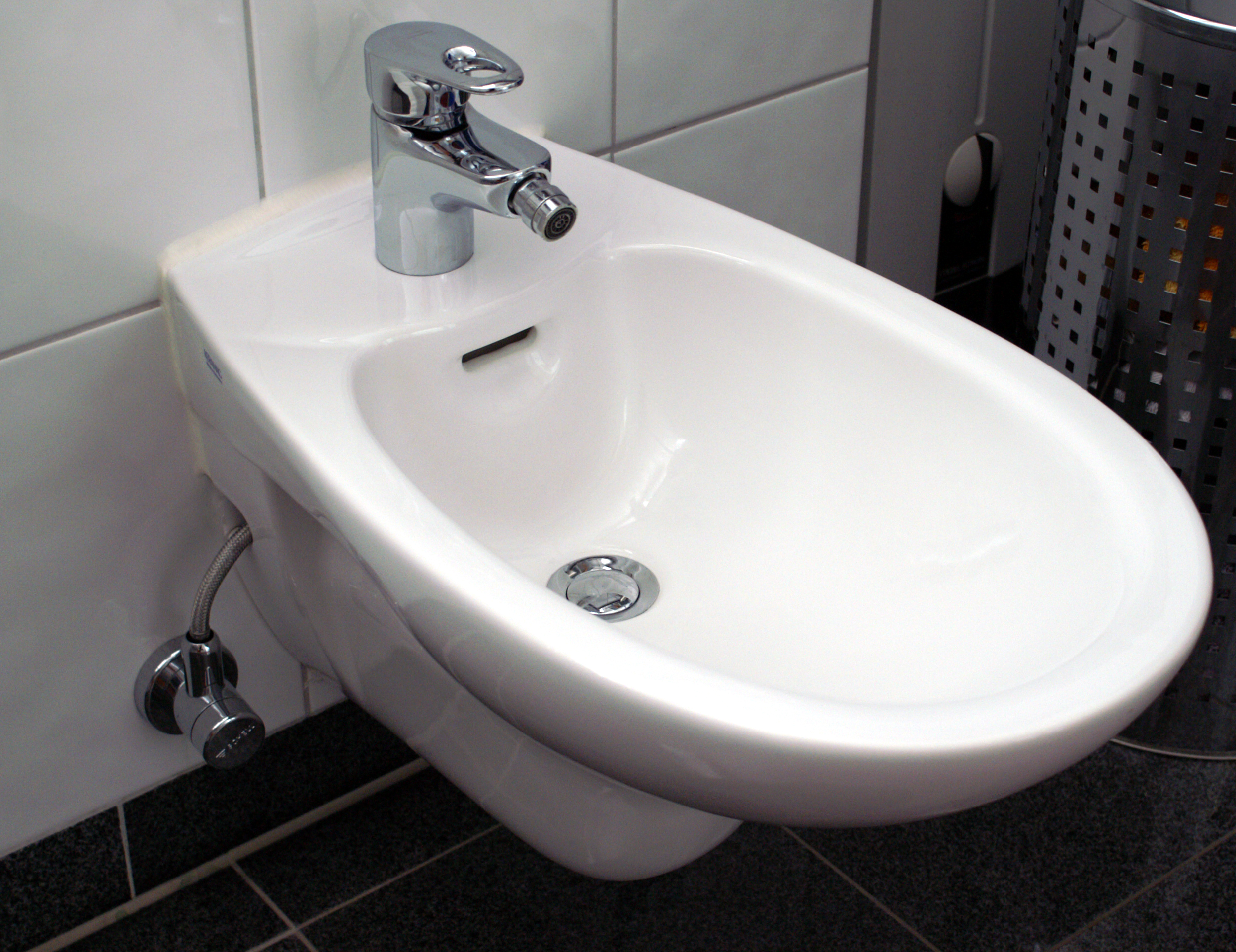
Современное биде традиционного типа, распространённое во многих странах Южной Европы и Южной Америки

В Европе и Америке некоторые люди для чистки используют биде. Биде распространены во многих странах Западной и Южной Европы, Южной Америки, однако в Финляндии чаще всего встречается гигиенический душ. Распространённость биде широко варьируется по этим странам, более того, биде могут применяться не для мытья ануса. В Италии установка биде в каждом доме и гостинице обязательна с 1975 года.

## Другие материалы

### Влажные и гелевые салфетки
Для вытирания детей при смене подгузников часто используются влажные салфетки, иногда в сочетании с водой. Влажные салфетки производят из текстиля на основе полиэстера или полипропилена, которые хорошо известны своим вредом для канализационных систем, так как они не разлагаются, хотя производители влажных салфеток утверждают, что они биоразлагаемы, но не предназначены для «смывания».
Продукт 21 века, специальные пены, спреи и гели можно комбинировать с обычной сухой туалетной бумагой вместо влажных салфеток. Гелевая салфетка представляет собой туалетную бумагу с нанесённым гелем. Они могут применяться для снижения раздражения кожи при диарее и просто для личной гигиены.

### Ткань и бумага
Иногда используют тряпки или мочалки:162. После использования их можно стирать как тканевые подгузники и снова использовать. Вместо туалетной бумаги могут использоваться газеты.

### Природные материалы
В сельских районах в развивающихся странах и во время походов при недоступности туалетной бумаги или воды используются камни, листья, початки кукурузы и тому подобное:162.

## Примеры
- В восточноазиатских, западных и мультикультурных обществах широко распространено использование туалетной бумаги в китайском стиле. До появления туалетов со смывом также использовались другие бумажные изделия.
- Некоторые страны Европы и Южной Америки для дополнительной очистки используют биде.
- В современной Южной Азии и Юго-Восточной Азии в туалетах установлены ручные биде или гигиенический душ.
- В Древнем Риме использовалась общая губка. После использования её промывали в ведре с соленой водой или уксусом.
- В Древней Греции иногда использовались фрагменты керамики.
- В древней Японии использовались плоские палочки (палочка-подтирка), с вестернизацией страны их сменила туалетная бумага. Туалеты в Японии могут оснащаться встроенными биде для мытья ануса теплой водой.
- На индийском субконтиненте традиционно мыли водой, используя левую руку. После чистки руки тщательно мыли водой и вытирали измельченным коровьим навозом (в ведической культуре считается антисептическим средством) или глиной. В наше время большинство индийцев предпочитают мыть руки с мылом.

## История

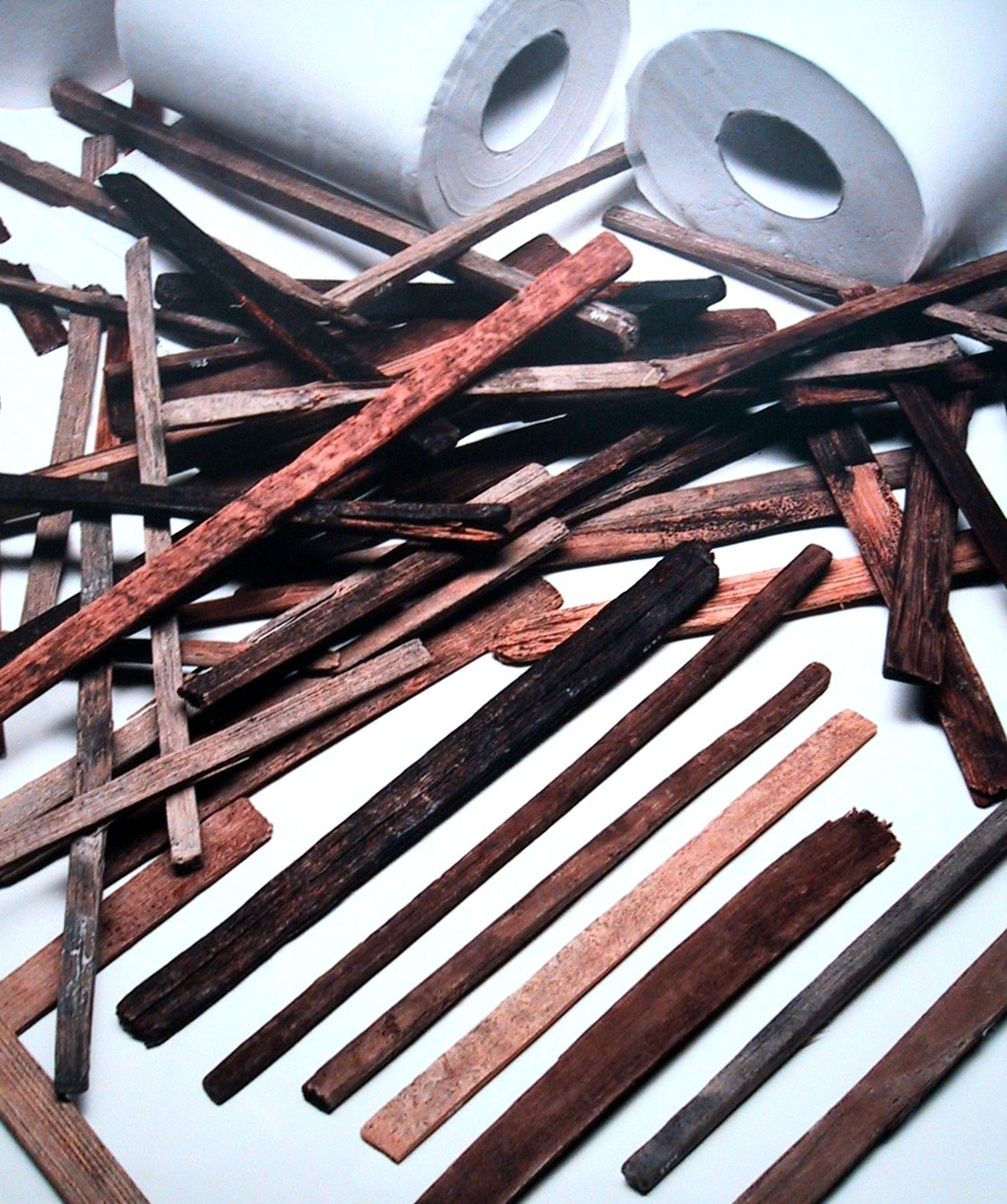
Японские приспособления для чистки ануса под названием палки, тюги, период Нара (710-784). На заднем плане для сравнения современные рулоны туалетной бумаги

Древние греки для чистки использовали фрагменты керамики под названием пессои.
Древние римляне использовали губку на палке, называемую терсорий (греч. xylospongium). Палка замачивалась в канале с водой перед туалетом, а затем вставлялась в отверстие перед туалетом. Терсорий был общий, его мыли в ведре с водой и солью или уксусом. Это способствовало распространению болезней.
В древней Японии использовали деревянные палочки (палки, тюги).